# La Dépêche (Algérie)
Pour les articles homonymes, voir La Dépêche.
La Dépêche est un hebdomadaire généraliste algérien en langue française ouvert sur le monde.

## Description

### Ligne éditoriale
Les rubriques de cet hebdomadaire sont :
- Reportages
- Algérie
- Environnement
- Economia
- Football
- La der

### Historique
Fondation : 2003

### Quelques chiffres
Tirage : 10 000 exemplaires

## À voir aussi